# Isla Lemieux
La isla Lemieux (en francés: Île Lemieux; en inglés: Lemieux Island), es una pequeña isla en medio del río Ottawa, entre Gatineau, Quebec, y Ottawa, Ontario. El Puente Príncipe de Gales (Pont Prince de Galles; Prince of Wales Bridge) pasa sobre ella, y una planta de filtración de agua fue construido también en la isla.